# Miranda Bailey
Miranda Bailey è un personaggio della serie televisiva Grey's Anatomy, interpretato da Chandra Wilson.
Come per il personaggio principale Meredith Grey nel nome è implicito il riferimento a un famoso testo di Medicina, il Bailey Surgical textbook, che non a caso è un libro di chirurgia.

## Descrizione
Laureata al Wellsey College, è, nella prima stagione, un chirurgo specializzando anziano al suo quarto anno di specializzazione (per poi diventare un medico strutturato nel corso della serie), il cui soprannome è "La nazista", per via del suo carattere molto deciso. Spesso si ritrova a dover sgridare i suoi colleghi, troppo presi dai loro problemi personali e a volte poco obiettivi. Ha un legame speciale con il Capo che considera il suo mentore che tuttavia non risparmia dalle sue sfuriate. Durante il corso della serie si affeziona molto ai suoi specializzandi tanto da paragonarli a figli e come tali si ritrova a condividere con loro gioie e dolori. Tenta di imparare a essere un buon genitore e allo stesso tempo cerca di prendersi cura della sua carriera. È il cuore dell'ospedale nonostante non voglia ammetterlo.

## Storia del personaggio

### Prima stagione
Miranda Bailey è una specializzanda al quarto anno, ed è lei la responsabile di Meredith, Alex, Cristina, George e Izzie. È molto severa con loro, tanto da farsi assegnare il soprannome di "nazista". Il durissimo discorso tenuto da Miranda alle matricole, verrà a sua volta ripetuto ai tirocinanti dell'anno successivo.

### Seconda stagione
Dopo aver provato per sette anni a restare incinta, dà alla luce un bambino, che chiama William George Bailey Jones (che lei chiama Tuck, probabilmente per via di suo padre), mentre il reparto di chirurgia era interessato da un allarme bomba. George O'Malley le è molto vicino durante il parto e lei lo ringrazia dando al figlio il suo stesso nome. Mentre la Bailey sta partorendo suo marito è in sala operatoria col Dottor Shepherd.
Riceve inoltre molti rimproveri perché accusata di non essere in grado di occuparsi dei suoi specializzandi che hanno tagliato l'alimentatore del LVAD di Denny Duquette.

### Terza stagione
Per un periodo la sua idea di occuparsi al contempo della famiglia e della carriera viene messa a dura prova, soprattutto dopo i duri attacchi ricevuti durante la conferenza su "Morbilità e Mortalità". Mentre la sua fiducia in sé stessa tornava, soffriva perché si rendeva conto di non passare abbastanza tempo con suo figlio tanto da cantargli una volta, a tarda notte, per telefono, "God Bless the Child". Delusa dall'aiuto assolutamente marginale che riesce a dare ai pazienti come chirurgo decide di aprire un policlinico gratuito al Seattle Grace. Inizialmente incontra molte resistenze da parte degli strutturati ma dopo aver parlato col capo capisce come obbligare gli strutturati a darle il loro appoggio. Il Poliambulatorio quindi apre e lei è soddisfatta all'idea che possa offrire alle persone la possibilità di una vita migliore.

### Quarta stagione
Quando Richard affida il ruolo di specializzando capo alla Torres, Miranda assume un atteggiamento distaccato nei suoi confronti. Prova amarezza per ciò; tuttavia Callie ha difficoltà a svolgere le sue responsabilità amministrative così chiede alla Bailey di prendere il suo posto e coprirla per un giorno mentre lei affronta un intervento dietro l'altro, ma il capo capisce che la Bailey stava coprendo Callie quindi, nonostante Miranda avesse negato di aver coperto la collega, licenzia Callie e nomina Miranda specializzando capo.

### Quinta stagione
I rapporti con il marito, già messi alla dura prova si disintegrano portandoli alla separazione.
All'arrivo del brillante chirurgo pediatrico Arizona Robbins, Miranda è indotta dalla stessa pediatra a scegliere pediatria come specializzazione, anche se aveva quasi finito quella in chirurgia generale. Alla fine è obbligata ad accettare il posto di strutturato offertole da Webber in quanto viene messa alle strette da suo marito, a causa dei duri orari di lavoro a cui è costretto uno specializzando.

### Sesta stagione
A partire da questa stagione, la dottoressa è uno strutturato di chirurgia generale.
Il padre viene a farle visita in occasione delle feste natalizie per parlarle riguardo al divorzio, facendole capire il suo dissenso e che la considera una delusione.
Incomincia una relazione con il dottor Ben Warren, l'anestesista del Seattle Grace, ma si concluderà nel primo episodio della settima stagione perché lei lo giudica troppo perfetto per la sua situazione psicologica dopo la sparatoria.
Negli episodi Santuario e Vivere o morire rimane intrappolata in un piano dell'ospedale assieme a Charles e alla paziente Mary. Con quest'ultima avrà un rapporto speciale. Tornerà nella settima stagione per avere il suo intervento ma a un certo punto diventa settica e il marito Bill deciderà di staccarle la spina.

### Settima stagione
Nonostante la sofferenza per la rottura con Ben, incomincia una relazione con un infermiere dell'ospedale di nome Eli conosciuto durante un caso. La sera stessa Eli le propone di uscire assieme per festeggiare la scoperta sulla riduzione delle complicanze delle fistole. Da questo momento l'infermiere comincerà a flirtare sul posto di lavoro e a scrivere messaggi erotici sulle cartelle ospedaliere, e arriverà a proporre a Miranda di avere un rapporto nella stanza dei medici.
Alla fine dell'ultimo episodio Eli le chiederà di andare a dormire a casa sua e lei, inizialmente titubante, accetta.

### Ottava stagione
Al ritorno di Ben, la Bailey lascia Eli, dopo aver capito che lo sta usando solo per il sesso, mentre lui è realmente innamorato di lei. Ben a questo punto le propone di tornare insieme e lei, dopo un iniziale rifiuto, accetta. Dopo due settimane Ben le propone di andare a vivere insieme ma Miranda non vorrà neanche parlarne, considerando la cosa complicata dato che ha un figlio. Alla fine però capisce di essere innamorata sul serio del dott. Warren e così accetta.

### Nona stagione
In questa stagione Miranda si sposa con il dottor Warren e in quello stesso giorno muore la moglie di Webber. Chiederà al consiglio di finanziare il suo progetto della mappa del genoma. Sarà licenziata, perché trasmetterà lo stafilococco ai suoi pazienti, verrà poi scoperto che è per colpa dei guanti utilizzati.

### Decima stagione
La Bailey entra in un periodo di depressione in seguito a un disturbo ossessivo compulsivo.

### Undicesima stagione
La Bailey prende il posto di Cristina Yang nel consiglio.

### Dodicesima stagione
Diventa primario di chirurgia (chief of surgery), superando la candidata esterna proposta da Catherine Avery. Inizialmente non viene accettata dai suoi sottoposti, in quanto è troppo autoritaria e pretende troppo da loro. Successivamente la situazione migliora e Miranda ritorna a essere adorata da tutti. Avrà dei problemi coniugali con Ben, che ha messo a rischio una paziente arrivando a sospenderlo per sei mesi dal programma di specializzazione. Quando Warren tornerà a fare l'anestesista, la Bailey si arrabbierà molto. Tra lei e il marito torna il sereno a fine stagione, quando Miranda lo fa tornare nel programma anticipatamente per aver salvato la vita ad April Kepner, dopo averle praticato un cesareo d'urgenza a casa di Meredith.

### Tredicesima stagione
In questa stagione la Bailey (convinta da Catherine Avery), decide di licenziare il dottor Webber come insegnante degli specializzandi, sostituendolo con la dott.ssa Eliza Minnick. La donna ha un nuovo metodo di insegnamento che permette agli specializzandi di operare. Richard non la prenderà bene perché in passato la stessa Miranda è stata sua allieva e incomincia a farle guerra in ospedale. La Bailey si troverà contro anche Meredith (sua ex allieva, che sarà costretta a sospendere per un breve periodo). Alla fine, in ospedale la situazione si risolve e Miranda e Richard fanno pace. Successivamente la Bailey licenzia Eliza, capendo che la preparazione che Webber fornisce è più completa.

## Casting
In origine, il personaggio della Bailey doveva essere rappresentato da una donna bionda. Tuttavia l'audizione della Wilson fu un successo tale da farle ottenere la parte. L'attrice Sandra Oh si era presentata al casting per la parte della dottoressa Bailey, ma venne poi ammessa come Cristina Yang.